# Spirapril
Spirapril hidrohlorid (Renormax) je ACE inhibitor antihipertenzivni lek koji se koristi u tretmanu hipertenzije. On pripada dikarboksilnoj grupi ACE inhibitora.
Poput mnogih ACE inhibitora, ovaj lek je prolek koji se konvertuje do aktivnog metabolita spiraprilata nakon oralne administracije. Za razliku od drugih članova grupe, on se eliminiše renalnim i hepatičkim putem, te je podesniji za primenu kod pacijenata sa renalnim oštećenjima.

## Osobine
| Osobina                  | Vrednost |
| ------------------------ | -------- |
| Broj akceptora vodonika  | 8        |
| Broj donora vodonika     | 2        |
| Broj rotacionih veza     | 10       |
| Particioni koeficijent ( | 0,3      |
| Rastvorljivost (logS, log(mol/L))       | -5,4     |
| Polarna površina (PSA, Å2)  | 146,5    |

## Literatura
- Hardman JG, Limbird LE, Gilman AG (2001). Goodman & Gilman's The Pharmacological Basis of Therapeutics (10. изд.). New York: McGraw-Hill. ISBN 0071354697. doi:10.1036/0071422803.
- Thomas L. Lemke; David A. Williams, ур. (2007). Foye's Principles of Medicinal Chemistry (6. изд.). Baltimore: Lippincott Willams & Wilkins. ISBN 0781768799.

## Spoljašnje veze
|  | Molimo Vas, obratite pažnju na važno upozorenje u vezi sa temama iz oblasti medicine (zdravlja). |